# 利勒-阿尔内
利勒-阿尔内（法語：L'Isle-Arné，法語發音：[lil aʁne]）是法国热尔省的一个市镇，属于欧什区。该市镇于1821年由原市镇阿尔内（Arné）和伊蒙德河畔利勒（L'Ile-sur-Imonde）合并而成。

## 地理
利勒-阿尔内（43°36'56"N, 0°46'16"E）面积6.97 平方千米，位于法国奧克西塔尼大區热尔省，该省份为法国西南部内陆省份，北起顺时针与洛特-加龙省、塔恩-加龙省、上加龙省、上比利牛斯省、大西洋比利牛斯省和朗德省接壤。
与利勒-阿尔内接壤的市镇（或旧市镇、城区）包括：欧比耶、圣卡普赖、瑞耶、吕桑。

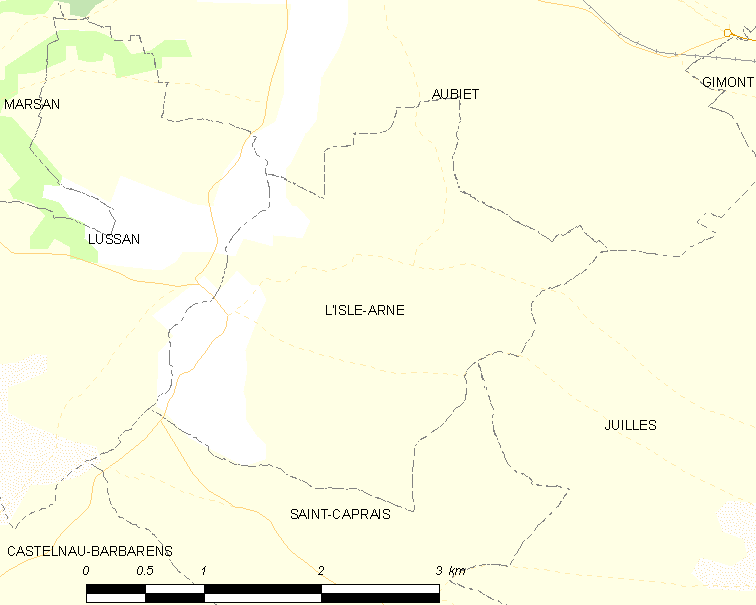
利勒-阿尔内的OSM定位图

利勒-阿尔内的时区为UTC+01:00、UTC+02:00（夏令时）。

## 行政
利勒-阿尔内的邮政编码为32270，INSEE市镇编码为32157。

## 政治
利勒-阿尔内所属的省级选区为欧什第二县。

## 人口

1962-2008年间利勒-阿尔内人口变化图示

利勒-阿尔内于2022年1月1日时的人口数量为187人。